# Sarah Fischer
Pour les articles homonymes, voir Fischer.
Sarah Fischer, née le 9 novembre 2000 est une haltérophile autrichienne.

## Palmarès

### Championnats d'Europe
- 2023 à Erevan
  -  Médaille de bronze à l'épaulé-jeté en plus de 87 kg
- 2022 à Tirana
  -  Médaille de bronze au total en plus de 87 kg
  -  Médaille de bronze à l'arraché en plus de 87 kg
  -  Médaille de bronze à l'épaulé-jeté en plus de 87 kg
- 2019 à Batoumi
  -  Médaille de bronze au total en moins de 87 kg
  -  Médaille de bronze à l'épaulé-jeté en moins de 87 kg
- 2018 à Bucarest
  -  Médaille d'argent au total en moins de 90 kg
  -  Médaille de bronze à l'arraché en moins de 90 kg
  -  Médaille de bronze à l'épaulé-jeté en moins de 90 kg